# 卢仲宣
卢仲宣（？—528年5月17日），小名金，范阳涿（今河北涿州市）人，北魏尚书郎卢光宗之子，卢观和卢叔虎的兄弟。
卢仲宣才学卓异而广博，更超越了哥哥卢观，而文章的风格非常细腻，他与卢观都以写文章而名声显赫，议论的人都称道他们，后官至太尉属。熙平初年，中尉、东平王元匡广泛的选招辞赋作家充任御史，同时参与考试的有八百余人，温子升、卢仲宣、孙搴等二十四人通过考试成绩优秀。建义元年四月庚子（528年5月17日），卢仲宣在河阴之变中遇害，卢仲宣和卢观都没有儿子，文集没有编纂起来，很少流传于世。